# Pteronisis plumacea
Pteronisis plumacea är en korallart som först beskrevs av Briggs 1915.  Pteronisis plumacea ingår i släktet Pteronisis och familjen Isididae. Inga underarter finns listade i Catalogue of Life.